# Euproctis albopunctata
Euproctis albopunctata är en fjärilsart som beskrevs av George Francis Hampson 1893. Euproctis albopunctata ingår i släktet Euproctis och familjen tofsspinnare. Inga underarter finns listade i Catalogue of Life.